# Синоп
Сино́п (тур. Sinop) — район и город в северной Турции.

## История

### Античность
Синопа (др.-греч. Σινώπη) — в древности одна из главных греческих колоний на южном берегу Понта Эвксинского, на полуострове Пафлагонского побережья, к востоку от мыса Карамбис. Колония была основана, по преданию, спутником Ясона Автоликом, который имел здесь храм и оракул. В историческое время Синоп был колонизирован милетцами дважды: в первый раз — до вторжения киммерийцев в Азию (до 751 г. до н. э.), вторично — в 632 г. до н. э. после разрушения города киммерийцами. Благодаря удобному положению и двум гаваням Синоп вскоре стал богатым торговым городом, область которого простиралась до реки Галис. Позже Синоп в свою очередь стал метрополией черноморских городов Котиоры (в области Тибаренов), Трапезунта, Кераса, Хойрада, Ликаста (Λύκαστος), Гармены, Керасунта и других. Около 436 года до н. э. известен тиран Тимесилей (Τιμησίλεως).
При Митридате Евпаторе, который здесь родился и получил воспитание, Синоп стал резиденцией понтийского царя и был украшен роскошными постройками. Во время третьей Митридатовой войны здесь заперся Клеохар, сделавшийся тираном города, но после упорной защиты город был в 70 году до н. э. взят Лукуллом и разграблен. Между другими произведениями искусства Лукуллом были увезены тогда в Рим статуи Автолика. Объявленный свободным и автономным городом, Синоп в 45 году до н. э. был колонизирован римлянами. Как один из предметов синопской торговли славилась киноварь (греч. Σινωνική μίλτος).
Синоп является одним из семи городов, каждый из которых претендует на право называться родиной Гомера.

### Средние века
По мере возвышения в IV в. н. э. Амасии роль и благосостояние Синопа стали падать. Согласно хартии крестоносцев 1204 года о разделе Византийской империи Partitio terrarum imperii Romaniae Синоп был номинально включён в состав Латинской империи, однако фактически ей никогда не контролировался. С 1205 года он принадлежал к Трапезундской империи, но уже 1 ноября 1214 года его хитростью взял сельджукский султан, тут же превративший все греческие православные храмы в мечети. Примечательно однако и то что, завоевав город, турки выбили на синопской цитадели манифест (1215) к местным жителям на греческом языке. Первая сельджукская оккупация Синопа ослабила связи крымской Ператии с Трапезундом. Пытаясь укрепить свою власть в Крыму и Причерноморье, понтийские греки смогли временно вернуть Синоп под свой контроль в 1254 году, восстановили храмы, но новое тюркское вторжение в Анатолию лишило их контроля над этим форпостом уже в 1262/1263 году. После этого городом владели местные тюркские правители.
В 1461 году город был взят турецким султаном Мехмедом II.

### Новое время
В XIX веке Синоп (тур. Sinob) — главный город санджака в турецком вилайете Кастамуни и одна из пароходных станций между Константинополем и Трапезундом. Состоит из собственно турецкого города на западе и греческого квартала на востоке. Два базара, одна большая мечеть. Единственное вполне сохранившееся древнее здание носит у греков название «замок Митридата» и состоит из четырёх зал под одною сводчатою крышей. Число жителей составляло 8—10 тыс., половина — турки. Торговля ограничивалась вывозом леса, воска, фруктов, шёлка и кож.
В 1853 году, во время Синопского сражения, турецкая часть города сильно пострадала от пожара, и город долго не мог оправиться от этого удара.

## География

### Климат
Климат Синопа — океанический (Cfb согласно классификации климата Кёппена).
Лето в городе тёплое и влажное со средней дневной температурой +26 °C, однако достаточно редко превышающей +30 °C. Наиболее высокая температура была зарегистрирована в Синопе 6 июля 2000 года и составила +34,4 °C. Зимы в городе прохладные и влажные со средней температурой около +7 °C. Самая низкая температура была зарегистрирована 21 февраля 1985 года и составила −7,5 °C.
| Показатель                                     | Янв. | Фев. | Март | Апр. | Май  | Июнь | Июль | Авг. | Сен. | Окт. | Нояб. | Дек. | Год   |
| ---------------------------------------------- | ---- | ---- | ---- | ---- | ---- | ---- | ---- | ---- | ---- | ---- | ----- | ---- | ----- |
| Абсолютный максимум, °C                        | 22,8 | 23,4 | 28,1 | 30,9 | 33,6 | 33,2 | 34,4 | 33,2 | 31,7 | 34,0 | 27,9  | 27,3 | 34,4  |
| Средний суточный максимум, °C                  | 9,6  | 9,5  | 10,6 | 14,1 | 18,3 | 23,1 | 25,8 | 26,2 | 23,1 | 19,3 | 15,5  | 12,1 | 17,3  |
| Средняя температура, °C                        | 6,9  | 6,5  | 7,5  | 10,7 | 14,9 | 19,8 | 22,7 | 23,0 | 19,9 | 16,2 | 12,4  | 9,3  | 14,2  |
| Средний суточный минимум, °C                   | 4,6  | 4,1  | 5,1  | 8,1  | 12,3 | 16,9 | 19,9 | 20,2 | 17,3 | 13,8 | 9,9   | 6,9  | 11,6  |
| Абсолютный минимум, °C                         | −5,5 | −7,5 | −4,8 | −0,4 | 4,8  | 8,8  | 13,6 | 13,9 | 7,7  | 4,2  | −0,4  | −2,2 | −7,5  |
| Норма осадков, мм                              | 74,7 | 50,4 | 48,7 | 39,2 | 35,0 | 33,8 | 33,2 | 43,4 | 65,0 | 88,4 | 84,4  | 89,6 | 685,8 |
| Источник: Turkish State Meteorological Service |      |      |      |      |      |      |      |      |      |      |       |      |       |

## Производство краски
В Синопе добывался пигмент красной охры, используемый в живописи. Месторождение было настолько популярно, что за соответствующим цветом закрепилось название «синопия». Оно же было перенесено на подмалёвки, выполненные этим цветом.

## Достопримечательности и музеи
- Крепость Синоп-кале (тур. Sinop Kalesi)
- Синопская тюрьма (тур. Sinop Kale Cezaevi)
- Синопский археологический музей